# Kecamatan Sooko (distrikt i Indonesien, lat -7,87, long 111,72)
Kecamatan Sooko är ett distrikt i Indonesien.   Det ligger i provinsen Jawa Timur, i den västra delen av landet, 600 km öster om huvudstaden Jakarta.